# 1740년 바타비아 대학살

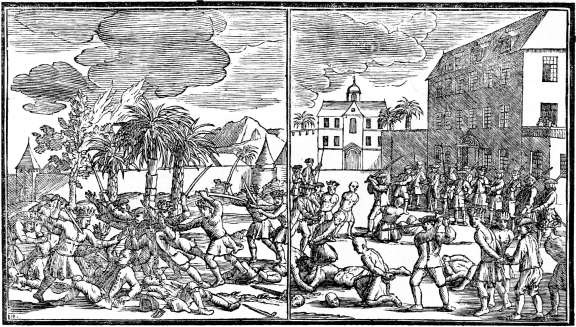

1740년 바타비아 대학살(네덜란드어: Chinezenmoord, lit.  'Murder of the Chinese', 인도네시아어: Geger Pacinan, lit.  'Chinatown turult'),
앙케학살(紅溪慘案)은 네덜란드 동인도 회사의 유럽 군인들이 중국 민족 주민들을 살해한 학살이자 포그롬이다. 네덜란드 동인도 제도의 항구 도시 바타비아(현재의 자카르타)에서 발생했다. 이 도시에서의 폭력은 1740년 10월 9일부터 10월 22일까지 지속되었으며 성벽 밖에서는 그해 11월 말까지 소규모 전투가 계속되었다. 역사가들은 최소 10,000명의 중국인이 학살된 것으로 추정한다. 단지 600~3,000명만이 살아남은 것으로 추정된다.
1740년 9월, 정부의 탄압과 설탕 가격 하락으로 인해 중국 인구 사이에 불안이 고조되자 총독 아드리안 발케니어(Adriaan Valckenier)는 모든 반란은 치명적인 무력에 직면할 것이라고 선언했다. 10월 7일, 수백 명의 중국인(대다수는 제당소 노동자)이 네덜란드 군인 50명을 살해했고, 이로 인해 네덜란드군은 중국인에게서 모든 무기를 압수하고 중국인에게 통행금지를 명령했다. 이틀 후, 중국의 잔혹 행위에 대한 소문이 퍼지자 다른 바타비아 민족은 베사르 강을 따라 중국 가옥을 불태웠고 네덜란드 군인들은 보복으로 중국 가옥에 대포를 발사했다. 폭력은 곧 바타비아 전역으로 퍼져 더 많은 중국인이 사망했다. 발케니어는 10월 11일 사면을 선언했지만, 비정규 조직은 총독이 적대 행위 중단을 더욱 강력하게 요구한 10월 22일까지 계속해서 중국인을 사냥하고 살해했다. 성벽 밖에서는 네덜란드군과 폭동을 일으키는 설탕 공장 노동자들 사이에 충돌이 계속되었다. 몇 주간의 소규모 전투 끝에 네덜란드군이 이끄는 군대는 지역 전역의 설탕 공장에 있는 중국의 요새를 공격했다.
이듬해 자와섬 전역의 중국인에 대한 공격은 중국인과 자와 군대가 네덜란드 군대와 맞붙는 2년간의 자와 전쟁을 촉발시켰다. 발케니어는 나중에 네덜란드로 소환되어 학살과 관련된 범죄로 기소되었다. 이 학살은 네덜란드 문헌에 많이 등장하며 자카르타의 여러 지역 이름에 대한 어원으로도 인용된다.

## 같이 보기
- 중국계 인도네시아인
- 난징 대학살
- 인도네시아 학살
- 1998년 5월 인도네시아 폭동